# Меніни (фільм)
Цей термін має інші значення. Про картину Дієго Веласкеса див. Фрейліни (картина).
Меніни міжнародна назва Las Meninas — дебютний фільм українського режисера Ігоря Подольчака, знятий у 2008 р.
У цьому проекті Подольчак виступив як продюсер, сценарист та режисер-постановник. Фільм був знятий «MF Films» (підрозділ «Фонду Мазоха»).
Це перший український фільм, який взяв участь у конкурсі «Tiger Awards Competition» Міжнародного кінефестивалю у Роттердамі. Загалом (на початок 2011 року) фільм взяв участь у 27-х міжнародних фестивалях, в 10-ти з них у конкурсній програмі.
|  | …Фільм Подольчака разом з роботами Маєвського та Бартаса є ідеальним прикладом для кінематографічної або пост-кінематографічної "мрії про жест" (Агабмен 1993, 139), що переводить глядача у виразно суб'єктивний і сюрреалістичний всесвіт загадкових картин…. |

## Про режисера
Серед сучасних художників, які стали кінорежисерами, Ігор Подольчак — фігура одіозна. На відміну від Метью Барні та Марини Абрамович, він не балансує на межі концептуального відео-арту, а займається кінематографом у чистому вигляді. У той же час, фільми Подольчака значно ближчі до експериментального кіно, ніж ті фільми, які знімають інші сучасні художники Джуліан Шнабель, Сінді Шерман, Сем Тейлор-Вуд и Стів Маккуін.

## Сюжет

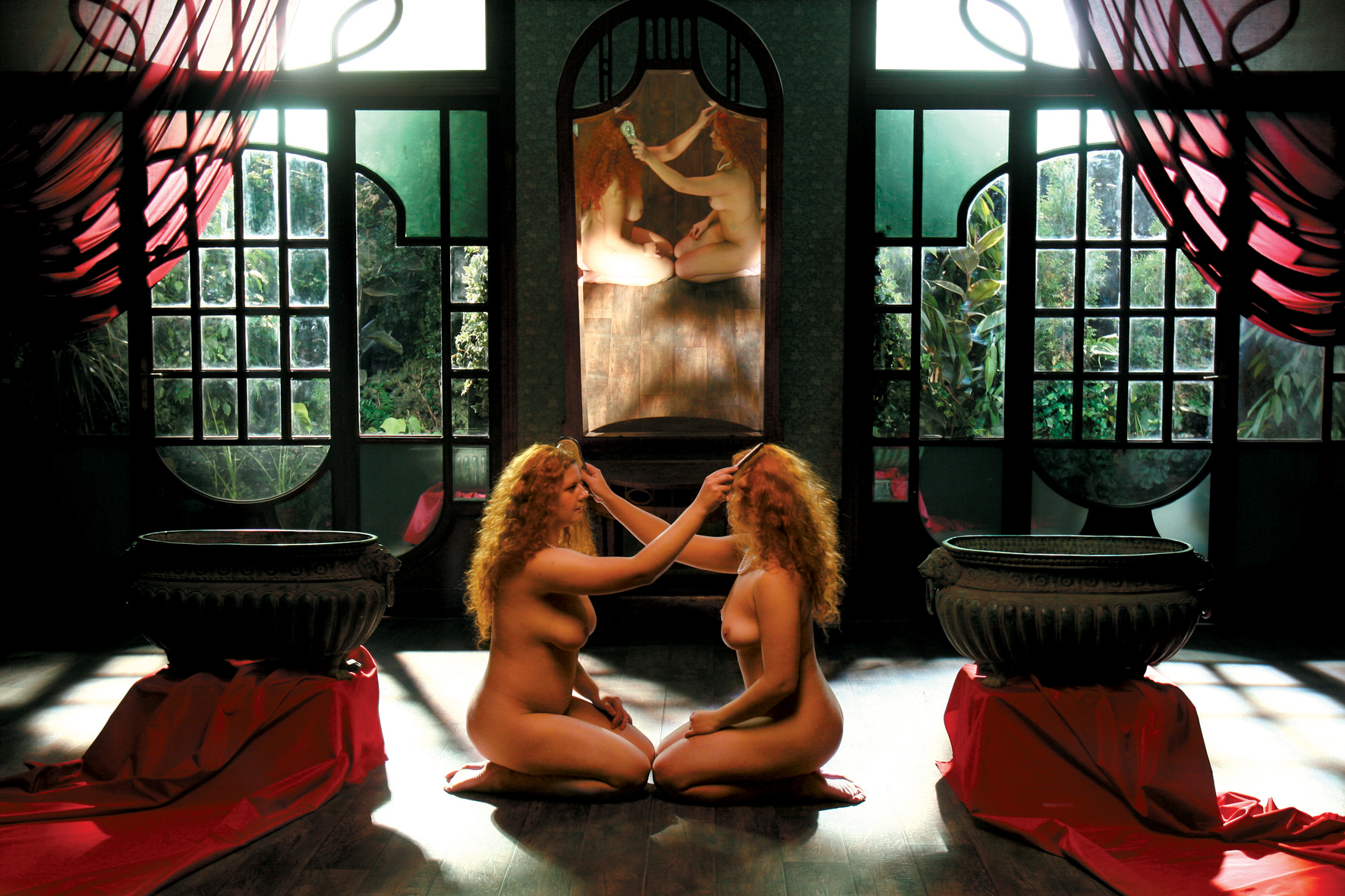
Вікторія та Валерія Ульянченко (Мати молода 1, Мати молода 2). Кадр з фільму

Сім'я з чотирьох осіб (батько, мати, дочка та син) мешкають майже у повній соціальній ізоляції у приміському будинку, який є лабіринтом з кімнат та дзеркальних відображень. Цей замкнений простір настільки заплутаний, що перетворюється у поверхню подібну до «стрічки Мебіуса». Через це часова вісь також заплутується, внаслідок чого переплітається теперішнє та майбутнє — у цьому будинку не існує відмінностей між напрямками «вперед» і «назад» у часі, як не існує відмінностей між неясними спогадами та фактичними подіями.
Головний герой — 30-річний син майже не з'являється на екрані, але відчуття його присутності тотальне. Він з дитинства хворіє на екзему та астму, свої хвороби використовує для маніпулювання батьками та сестрою. Життя родини перетворено у безкінечний ритуал задоволення його примх та тривожного очікування астматичної кризи. Фільм будується без традиційної драматургії кульмінацій. Це дзеркальна драматургія, драматургія замкненого кола. Подольчак відмовляється від наративності та дії, затягує свого глядача у фільм, пропонуючи йому роль «невидимого спостерігача», який позбавлений захисних психологічних механізмів. Таким чином, глядач у якийсь момент перестає відчувати межу власної рефлексії та рефлексій персонажів фільму. Саме в такому пункті «стирання граней» стає очевидним зв'язок фільму з однойменною картиною Дієго Веласкеса, до якої апелює режисер.
Мішель Фуко писав, що картина Las Meninas стала поворотним моментом «сучасної» особистості та її способу сприйняття. За Фуко, Веласкес створив унікальну оптичну систему, завдяки якій глядач у певний момент усвідомлює, що знаходиться саме у тому місці, в якому знаходиться король з королевою, віддзеркалені у дзеркалі. Тим самим глядач ніби спостерігає малювання його самого. Тобто, якщо замість намальованого дзеркала помістити теперішнє, то ставши у певне місце перед картиною, глядач міг би побачити самого себе. Аналогічні ігри з перспективами та точками зору у фільмі Подольчака залишають глядача в будинку з примарами, надаючи йому можливість самому збирати «пазл смислів» як у рамках фільму, так і поза його межами. Саме тому Подольчак не пояснює мотивів своїх персонажів — він лише відсторонено фіксує їх пересування по домі та пасивні розмови, занурюючи глядача, який покірно спостерігає та слухає, у стан близький до кататонії. Глядачеві самому належить зрозуміти, що ховається за цим поворотом голови, цією гримасою, цим жестом, поглядом, сміхом та сльозами. А головне — чиї це гримаси, жести та погляди? Можливо, самого глядача.

## Актори та персонажі
- Микола Вересень (1960 р.н.), відомий український тележурналіст. Лауреат низки українських та міжнародних нагород у галузі журналістики. Зіграв у фільмі три головні ролі: Батько, Батько 2, Батько (молодий). Перша роль у кіно.
- Любов Тимошевська (1958 р.н.), акторка Муніципального театру «Київ». Зіграла низку ролей другого плану в українських та російських фільмах та серіалах. В «Las Meninas» зіграла головну роль — роль Матері.
- Ганна Яровенко (1974 р.н.). Режисер документального кіно, оператор, сценарист. Перша роль у кіно. Зіграла головну роль — роль Доньки.
- Дмитро Чернявський (1972 р.н.). Зіграв роль Сина. Актор Харківського драматичного театру ім. Т. Г. Шевченка, грав у спектаклях Андрія Жолдака, знявся у фільмі «Camera 6/13» (режисер А. Богатий, 2004).
- Ілона Арсентьєва (1994 р.н.). На час зйомок — школярка київської середньої школи. Зіграла роль Доньки (дівчинки). Перша роль у кіно, до того знімалась у рекламних роликах.
- Стас Арсентьєв (1998 р.н.). На час зйомок — школяр київської середньої школи. Зіграв роль Сина (хлопчика). Перша роль у кіно, до того знімався у рекламних роликах.
- Вікторія Ульянченко (1983 р.н.). Закінчила Київський національний університет імені Тараса Шевченка (мікробіологія) у 2006 році. Зіграла роль Матері (молодої). Перша роль у кіно.
- Валерія Ульянченко (1983 р.н.). Закінчила Київський національний університет імені Тараса Шевченка (психологія) 2006 року. Працює гештальт терапевтом. Зіграли роль Матері (молодої). Перша роль у кіно.

Головні персонажі (Батько, Мати, Донька, Син) мали чітко розроблені психоневрологічні характеристики, які утворювали певний ансамбль де інструментами були компульсії Матері, тики Батька, стереотипії Доньки.

## Історія виробництва

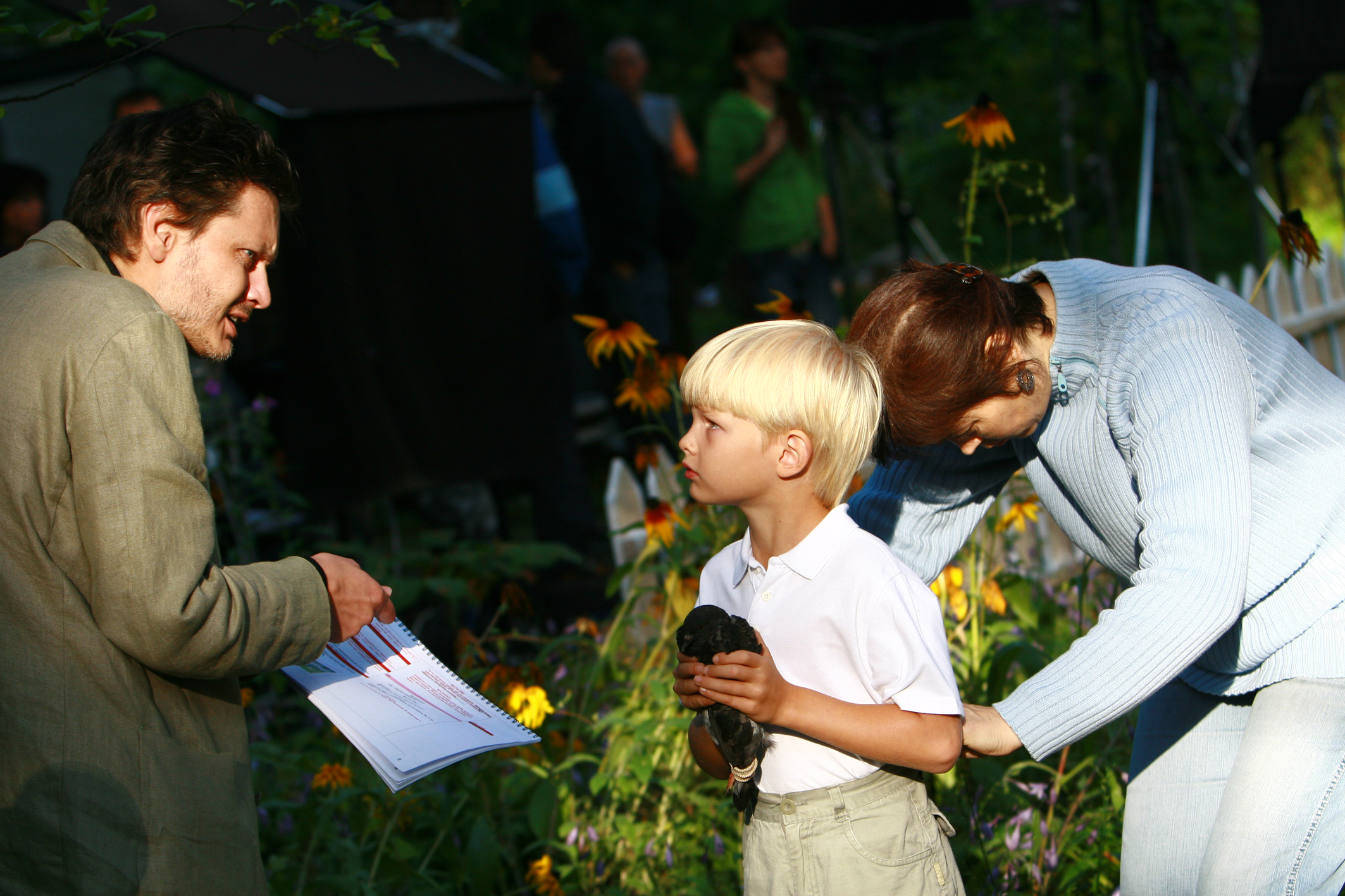
Ігор Подольчак та Стас Арсентьєв на знімальному майданчику, Пуща Водиця, 2006

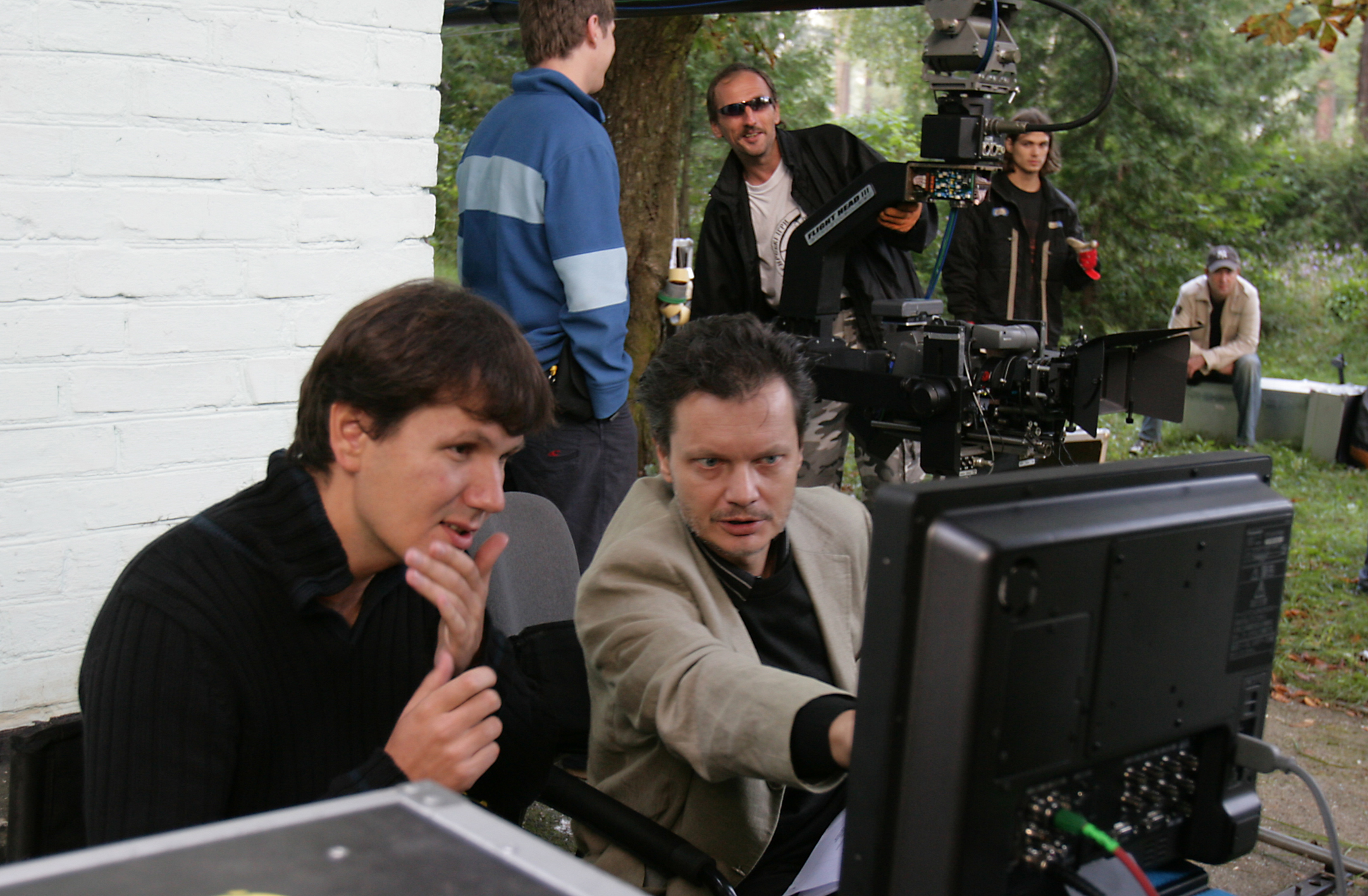
Ігор Подольчак та Сергій Михальчук на знімальному майданчику, Пуща Водиця, 2006

Ідея сценарію виникла у 2004 році після розповіді львівського лікаря Яноша Саноцького про випадок зі своєї лікарської практики. У 2005 році сценарій загалом був готовий. З січня по серпень 2006 року проводилась його детальна та ґрунтовна розробка з залученням різних консультантів: Янош Саноцький (невролог), Олександр Корольов (психіатр), Богдан Мотузенко (соціолог), Володимир Верлока (філософ, літератор). У написанні діалогів брав участь литовсько-російській письменник Андрій Лєвкін. Одночасно відбувався пошук місць зйомок, розробка декорацій. Режисерський сценарій був закінчений перед самим початком зйомок. На час розробки сценарію автори фільму усвідомлювали та декларували некомерційний характер проекту.
Знімальний період тривав з 15 вересня по 24 жовтня у Києві (павільйон — приміщення «Балету на льоду», вул. Л. Українки) та у Пущі Водиці (натура). Всього було 28 знімальних днів. З 15 по 17 жовтня у роботі над музичною частиною фільму брав участь американський кліпмейкер Дін Кар.
Зйомки проводились на цифрову камеру Thomson Viper, матеріал записувався на касети HDCAM SR (4:4:4 RGB, FullHD, 25fps, 1080p). Використовувались крани української компанії Фільмотехнік «Гармошка» [Архівовано 24 лютого 2013 у Wayback Machine.], «Pull-Push» [Архівовано 16 жовтня 2007 у Wayback Machine.] та стабілізована панорамна головка «Flight Head» [Архівовано 13 грудня 2013 у Wayback Machine.]. Значна частина фільму знімалась крізь дзеркала,
що викликало неабиякі складності у оператора, оскільки постійно існувала проблема для знімальної групи не попасти в кадр. На знімальному майданчику відбулося спрощення сценарію. Режисерський сценарій передбачав зйомки кожної сцени через, як мінімум, три дзеркала. Це виявилось надлишковим і сценарій був оперативно перероблений. Крім того було змінено спосіб зйомки однієї сцени — вона знімалась не через дзеркало, а з верхньої точки практично нерухомою камерою з крану. Одна сцена (5 хвилин) була знята одним кадром з операторського візка при постійному русі. Під час руху камери доводилось перекладати рейки, також мінялись актори на дублерів і реквізит у кадрі.
Монтаж, ефекти, кольорокорекція і тонування фільму зайняло 14 місяців. Такий довгий термін виконання робіт був зумовлений тим, що всі роботи, крім тонування, виконував сам режисер.
«Las Meninas» стала першою (серед розрахованих на показ у кінотеатрах) повнометражною кінострічкою в Україні, повністю створеною за допомогою цифрових технологій. Монтаж, кольорокорекція та тонування проводилось на обладнанні та при використанні програмного забезпечення Apple Final Cut Pro, ефекти робились за допомогою Adobe After Effects.
Звукорежисуру фільму виконав відомий український музикант та телеведучий Мирослав Кувалдін.

## Музика

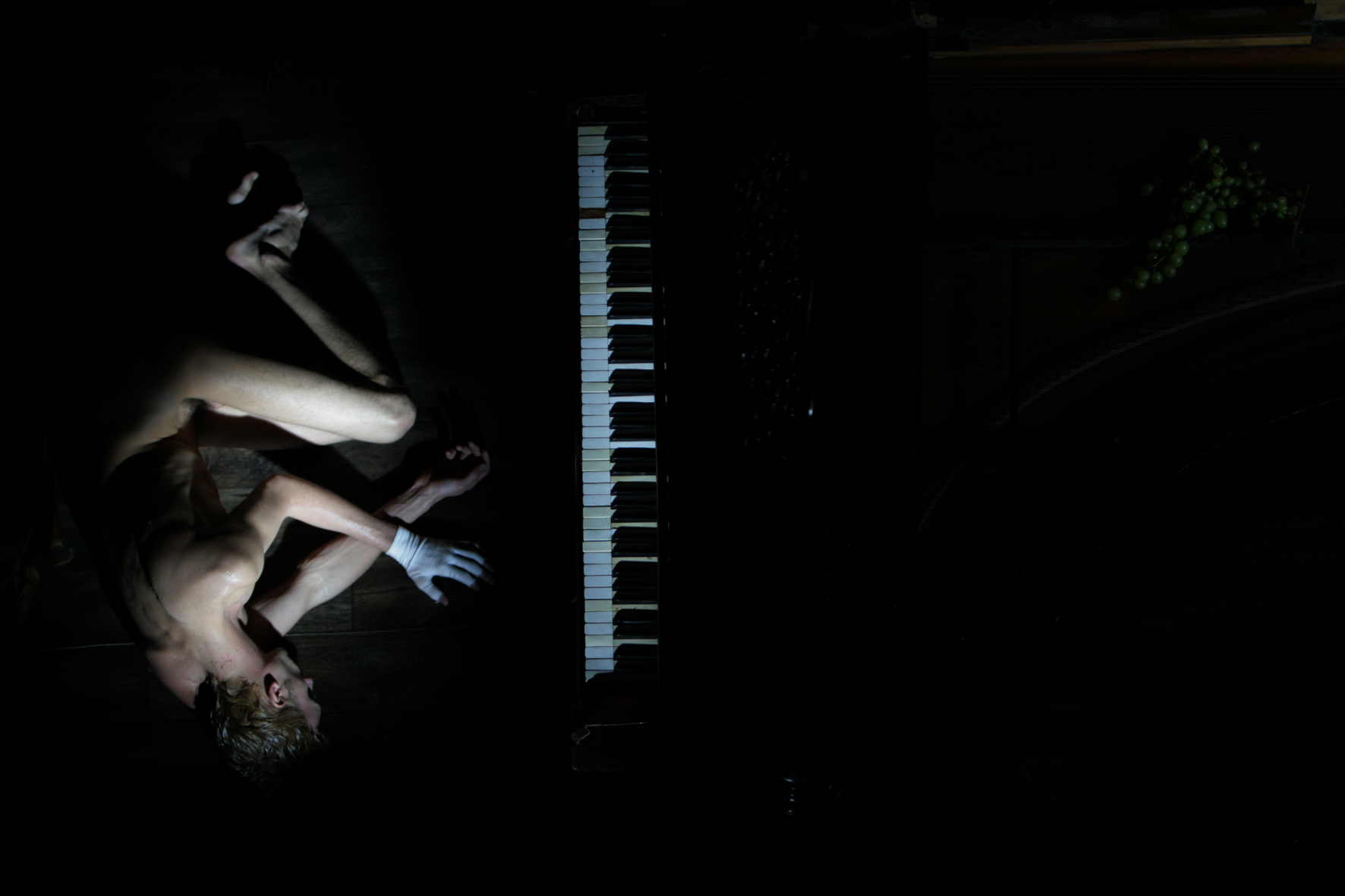
Кадр з фільму

Оскільки головний персонаж фільму Мати є колишньою віолончелісткою, а Син у дитинстві навчався гри на фортепіано, переважна частина музики створена саме для цих інструментів. Не відкидаючи повністю традиційного використання музики в кіно як фону для діалогів або засобу емоційного забарвлення кадру, режисер і композитор зосередили увагу на самостійній ролі музики як смислового контрапункту до слів і відеоряду. У багатьох сценах музика виходить на перший план і поєднується із шумами (як природними, так і утвореними штучно), що змонтовані за музичними принципами, тому весь звуковий ряд фільму можна розглядати як цілісну звукову інсталяцію. Для 15-хвилинної музичної сцени фільму (спогади і марення Сина), що не містить жодного слова, Щетинським була створена Соната для віолончелі і фортепіано — самостійна концертна композиція, що може виконуватись окремо від фільму. Співрежисером цієї музичної частини фільму виступив відомий американський кліпмейкер Дін Карр.
Стилістична палітра музики, відповідно до багатопланової смислової структури фільму, є досить широкою — від барокових, класичних і пізньоромантичних алюзій до жорсткого атоналізму і сонористики. Однак композитор уникає колажного зіставлення різних стилів, натомість прагне до їхньої інтеґрації і синтезу.

## Інтерпретації

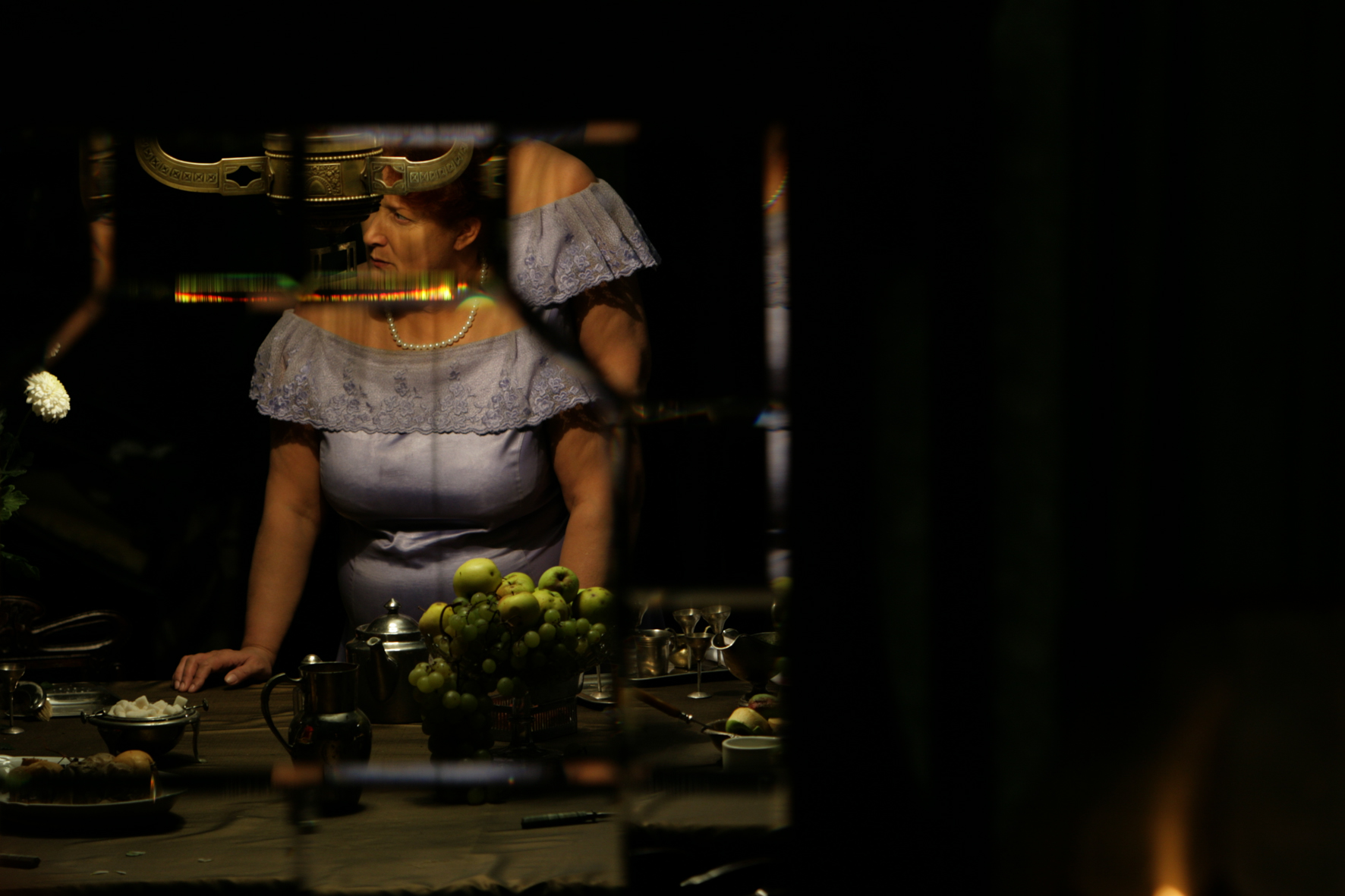
Кадр з фільму, актриса - Любов Тимошевська

Радикальна відмова Подольчака від «сюжетності» та лінійності оповідання у фільмі «Las Meninas» має, як це не парадоксально, зв'язок з сімейною сагою «мильних» опер: безкінечно заплутаний клубок родичів, їх стосунків, інтриг, хвороб, смертей. Персонажі роздвоюються, повторюються — перетворюють фільм у мангрові зарості генеалогічних загадок. Саме в цьому «сімейному» аспекті, кіномова Подольчака є максимально наближеною до літератури, зокрема до творів Мілорада Павича, Бруно Шульца, Вітольда Гомбровича.
«Las Meninas» наповнений алюзіями на твори живопису, але на відміну від фільмів Пітера Грінуея ці алюзії позбавлені конкретики. Якщо у Грінуея увага акцентується на конкретних творах певних художників, то у фільмі Подольчака виникає певне суб'єктивне бачення бароко. Це виражено не тільки грою світла та тіні, складними планами та надміром деталей, але перш за все концептуальним підходом до організації простору у кадрі. Як відомо, існує два підходи до такого роду організації — конструктивний та декоративний. Бароко, природно, був винятково декоративним стилем. У Подольчака в кадрі вся конструкція інтер'єру також маскується ефектним оформленням аж до стану каскадів драпування, меблів, посуду та дзеркал. Дзеркала — ще одна дуже важлива стилістична прикмета бароко. Для динамічності, скоріше для динамічної статичності, в барочних інтер'єрах застосовувались різного роду оптичні ефекти, в тому числі і з допомогою дзеркал. У «Las Meninas» глядач також зіштовхується з оптичними обманками, подвійними або потрійними віддзеркаленнями, помилковою перспективою. У поєднанні з флешбеками, яких у фільмі досить багато, мотив «двійників» досягає свого апогею — у фільмі тільки четверо персонажів, а у глядача виникає враження натовпу.
Амброз Бірс казав, що у кожному діалозі бере участь шестеро: «кожний, як він є (відомий тільки Богу), яким він видається співбесідникові, яким він видається собі». Подольчакові вдалося це спостереження Бірса візуалізувати, постійно міняючи перспективу, граючи точками зору, які можуть бути як точкою зору персонажу, так і гниючого грона винограду або дзеркала на стіні. Цікаво, що на рівні фабули (персонажі у замкнутому, практично «лабораторному», просторі) та операторськими іграми з відблисками, відображеннями та заломленнями, «Las Meninas» можна порівняти з фільмом Григорія Кроманова «:ru:Отель «У погибшего альпиниста». Але дзеркало у Подольчака — це не тільки для оптичних ефектів. Це ще й певний психологічний символ, пов'язаний з терміном Жака Лакана «стадія дзеркала». У «Las Meninas» можна віднайти майже всі характеристики його лаканівського поняття — тут і «конфліктна природа дуальних стосунків», і «ілюзії подібності», і «стосунки між Уявним та Реальним», і «лібідоподібне ставлення до образу тіла», і «фрагментована реальність». Багато з цих характеристик отримають нові інтерпретації у наступному фільмі Подольчака «Delirium».

## Демонстрації, фестивалі та відгуки

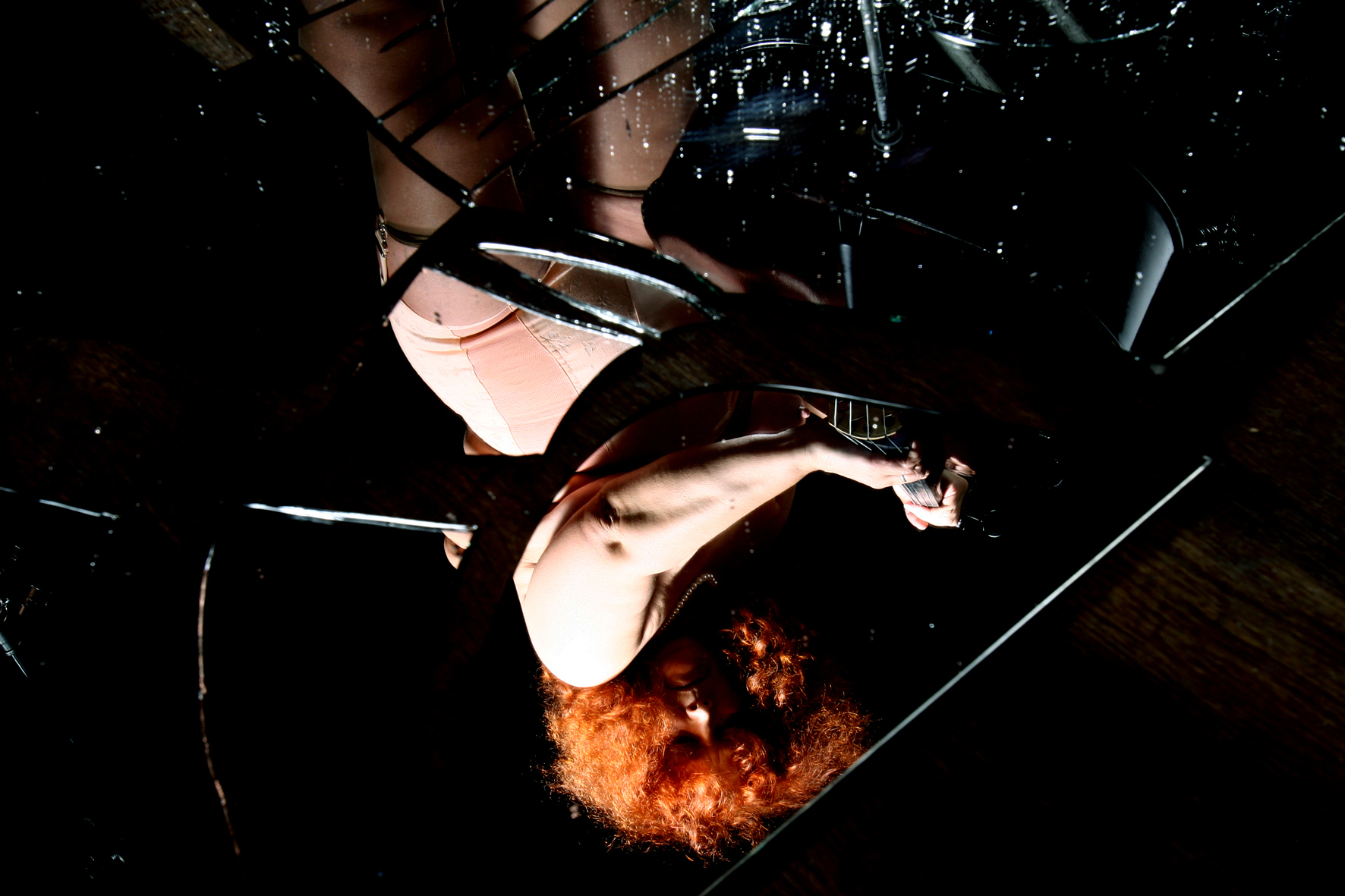
Кадр з фільму

Світова прем'єра відбулася на Міжнародному кінофестивалі в Роттердамі
25 січня 2008 року.
Протягом 2008–2011 років фільм взяв участь у конкурсних програмах міжнародних фестивалів у Бразилії,
Хорватії,
Росії,
Польщі,
Словаччині,
Іспанії,
Румунії,
Італії,
Угорщині;
у програмах в Німеччині,
Південній Кореї,
Франції,
Австралії,
Греції,
Великій Британії,
Колумбії,
Естонії,
США, Швеції,
Південній Африці
також в офіційній селекції Московського міжнародного кінофестивалю

та Міжнародного кінофестивалю в Карлових Варах
. Критика відзначала «привабливу красу кадру» фільму та високо оцінювала операторську роботу Сергія Михальчука. Українська прем'єра відбулася 9 червня 2009 року в рамках Фестивалю європейського кіно у Києві.
Кінотеатральний реліз фільму в Україні відбувся 5 жовтня 2009 року.
В Україні фільм був сприйнятий неоднозначно. Критики зайняли діаметрально протилежні позиції — від повного несприйняття, та звинувачень у „бутафорщині“ та „несправжності“ до апологетики, високо оцінюючи художні якості та розрив з традицією так званого українського радянського кіно.
|  | Система дзеркал у подольчакових «Las Meninas» - це продовження невеличкого дзеркала на полотні Веласкеса: у них глядач бачить сам себе, зі своїми страхами та потягами, усім фрейдистським арсеналом (інцестом, комплексами Едипа та Електри), про який здебільшого не згадують, але завжди носять у собі. Саме ефект такого впізнавання, момент своєрідної мазохістичної гри і є найсильнішим боком стрічки. Звівши докупи психоаналіз, історію живопису, сучасні методи зйомки, монтажу й постобробки автор «Las Meninas» уперше в сучасному українському кіно примудрився добитись інтеракції - саме того, що найбільше цінується у сучасному мистецтві. |

|  | Зрештою, фільм «Las meninas» пориває із традиційним для радянського кінематографу зображенням інтелігентів. Виховані на романах Толстого і Достоєвського, радянські кіноінтеліґенти вели мову про духовність, культуру та народ, сподіваючись на покращення людського роду та на перемогу гуманістичних ідеалів. Подольчак рішуче пориває і з наративністю та запозиченою російською літературоцентричністю (перші подібні спроби в українському кіно здійснив Юрій Іллєнко у «Молитві за гетьмана Мазепу»), зображаючи інтелігенцію не лише розгубленою, але й позбавленою будь-яких орієнтирів соціальною стратою. |

|  | Позбавлений сюжету та персонажів фільм зводиться до набору картинок і звуків. Естетичний відеоряд «Las Meninas» вторить картині класичної епохи та являє собою найбільш сильну сторону фільму. Це фільм-натюрморт. І якщо Подольчака-режисера можна і треба критикувати, то Подольчак, як художник-постановник просто неперевершений. Загалом, фильм справляє враження чогось несправжнього, бутафорського. |

2010 року організатори Міжнародного Кінофестивалю Експериментального Кіно в Бухаресті позиціонували фільм у ряду визнаних європейських кіноекспериментаторів: Рой Андерссон, Дьйордь Палфі. У рейтингу «Підсумки українського кінопроцесу-2011», проведеному Бюро української кіножурналістики (БУК) та Національною спілкою кінематографістів України (НСКУ) фільм «Las Meninas» увійшов у двадцятку «Найкращі вітчизняні фільми 1992 – 2011 рр.».

## Цікаві факти
Дін Карр, американський кліпмейкер запрошений для зйомок музичного епізоду фільму «Las Meninas», є автором великої кількості музичних відеокліпів. На його рахунку кліпи для Оззі Осборна, Мерилін Менсона, Дюран Дюран, Iron Maiden, Cypress Hill та багатьох інших.